# Dracophyllum menziesii
Dracophyllum menziesii is een plantensoort uit de heidefamilie (Ericaceae). Het is een laagblijvende roodachtige struik met meerdere takken. De takken zijn bekroond door een plukje brede grasachtige bladeren. De bladeren zijn taai en de bladrand voelt ruw aan. De bloemen zijn buisvormig en hangen in dichte trossen onder de bladeren.
De soort komt voor op het Zuidereiland van Nieuw-Zeeland en op Stewarteiland. Hij groeit daar van de kustgebieden tot in sub-alpiene gebieden. In de sub-alpiene gebieden groeit hij in struikgewas, alpiene graslanden, pollengraslanden en kruidenvelden (herbfields).

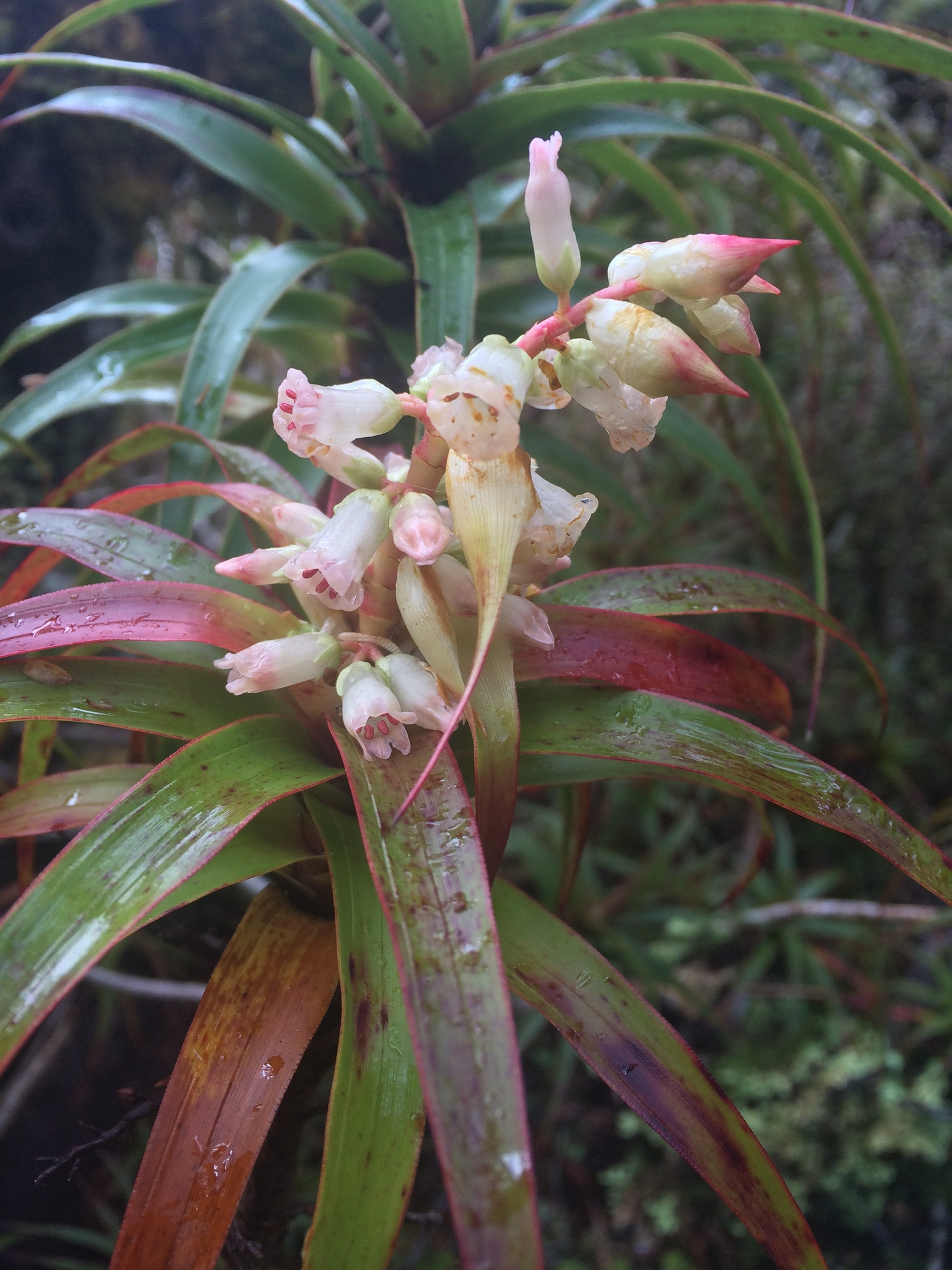
Bloemen